# Де Стейл
Де Стейл (на нидерландски: De Stijl) представлява творческо обединение на художниците, създадено в Лайден през 1917 г. Също така е и наименованието на списанието, издавано от основателят на обединението, който е нидерланският художник, архитект, скултор и теоретик на изкуството Тео ван Дусбург. Членове на обединението са Пийт Мондриан, Жорж Вантонгерло (фр. и нид. Georges Vantongerloo), Robert van ’t Hoff, Jacobus Johannes Pieter Oud, Jan Wils (архитект), Jan Wils (архитект) и други. Членовете на обединението са създатели на ново течение в изкуството, наречено неопластицизъм. Това обединение оказва влияние на формирането на международния модернизъм в архитектурата и абстрактната живопис в първата половина на 20-ти век.

## Теория на изкуството
Обединението Де Стейл разглежда себе си по-малко като група, а повече като форум на хора на изкуството, които следват близки идеи и цели и искат да участват в общи изложби и представяния. Представителите на тази група се разпознават по геометрично-абстрактните аскетични форми в изкуството и архитектурата и ограниченият до своята функционалност пуризъм. Техните представи са повлияни от кубизма и теоретичните публикации на Василий Кандински.
Желанието на групата е да се отдели напълно от принципите на изобразяване на традиционното изкуство и да разработи един нов, изцяло абстрактен език за формите, който се основава на вариациите на няколко елементарни принципа на изобразителното изкуство, като хоризонтално/вертикално, голямо/малко, светло/тъмно и основните цветове. Това означава намаляването на цветовете до трите основни цвята: червено, жълто и синьо, както и черното, сивото и бялото. Концепциите на „Де Стейл“ действат не само в изобразителното изкуство и архитектурата, но и в дизайна на мебелите и други предмети на бита.

## Галерия
- T. Ван Дусбург. Конструкция. 1923
- T. Ван Дусбург. Проект за живопис на тавана. 1927
- Фотоателие в Хага. Де Стил. 1921
- Т. ван Дусбург и Г. Ритвелд. Интериор. 1919
- Г. Ритвелд. Карета. 1922 – 1924
- Г. Ритвелд. Маса шкаф. 1919